# Sven Johansson (kommunalpolitiker)
Sven Ossian Johansson, född 5 oktober 1915 i Snöstorps församling, Hallands län, död 30 maj 1982, var en svensk socialdemokratisk kommunalpolitiker.
Johansson, som var son till stationsförman Carl Johansson och Maria Johansson, var verksam som metallarbetare 1931–1949. Han studerade vid LO-skolan 1941, var ombudsman i Svenska metallindustriarbetareförbundets avdelning 3 i Halmstad sedan 1949 och ledamot av förbundets överstyrelse. Han var ledamot av Hallands läns landsting, av stadsfullmäktige och drätselkammaren samt ordförande i lönenämnden, innan han vid kommunreformen 1971 blev kommunstyrelsens ordförande och innehade denna post till 1976. Han var även ledamot av Svenska stadsförbundets förhandlingsdelegation, styrelseledamot i Halmstads sparbank och Sydsvenska Kraft AB.